# アグスティン・ラルディ
アグスティン・ラルディ (西：Agustín Lhardy、1847年8月20日 - 1918年4月3日) は、スペインの画家、料理人、実業家。マドリードのレストラン「ラルディ」の二代目オーナーである。
彼は絵画を学んだのち実業家として父親のエミリオ・ラルディの跡を継ぎ、自身の料理と画業を通じてマドリードの美食運動を推進。継続的な素晴らしい業績を残した。

## 経歴
アグスティン・ラルディ（本名：Agustín Lhardy Garrigues）の父親であるエミリオ・ラルディは、フランス生まれのパティシエで、スペインに定住し、1839年にマドリードでレストラン「ラルディ」を設立した 。1847年、アグスティンはエミリオとその妻フアナ・ガリゲスとの間に生まれ、サン・セバスティアン教会 (マドリード)で洗礼を受け、幼少期はフランスで教育を受けた。思春期になるとスペインに戻り、画家のカルロス・デ・アエスに師事して絵画と版画を学んだ。この風景画家はアグスティンに大きな影響を与えた。
アグスティンは1874年、レアル・ファブリカ・デ・プラテリア・マルティネスの展覧会で初めて公の場に姿を見せた。以後、彼は継続的に作品を出展するほか、マドリードの雑誌「白と黒 (スペインの雑誌)」にも絵画を寄稿して知名度を上げた。20世紀になると、彼は料理人と画家としての双方からラルディを運営し、マドリードの美食運動を推進した。ガストロノミーの作家、ディオニシオ・ペレス・グティエレスは、次のような詩を寄せた。

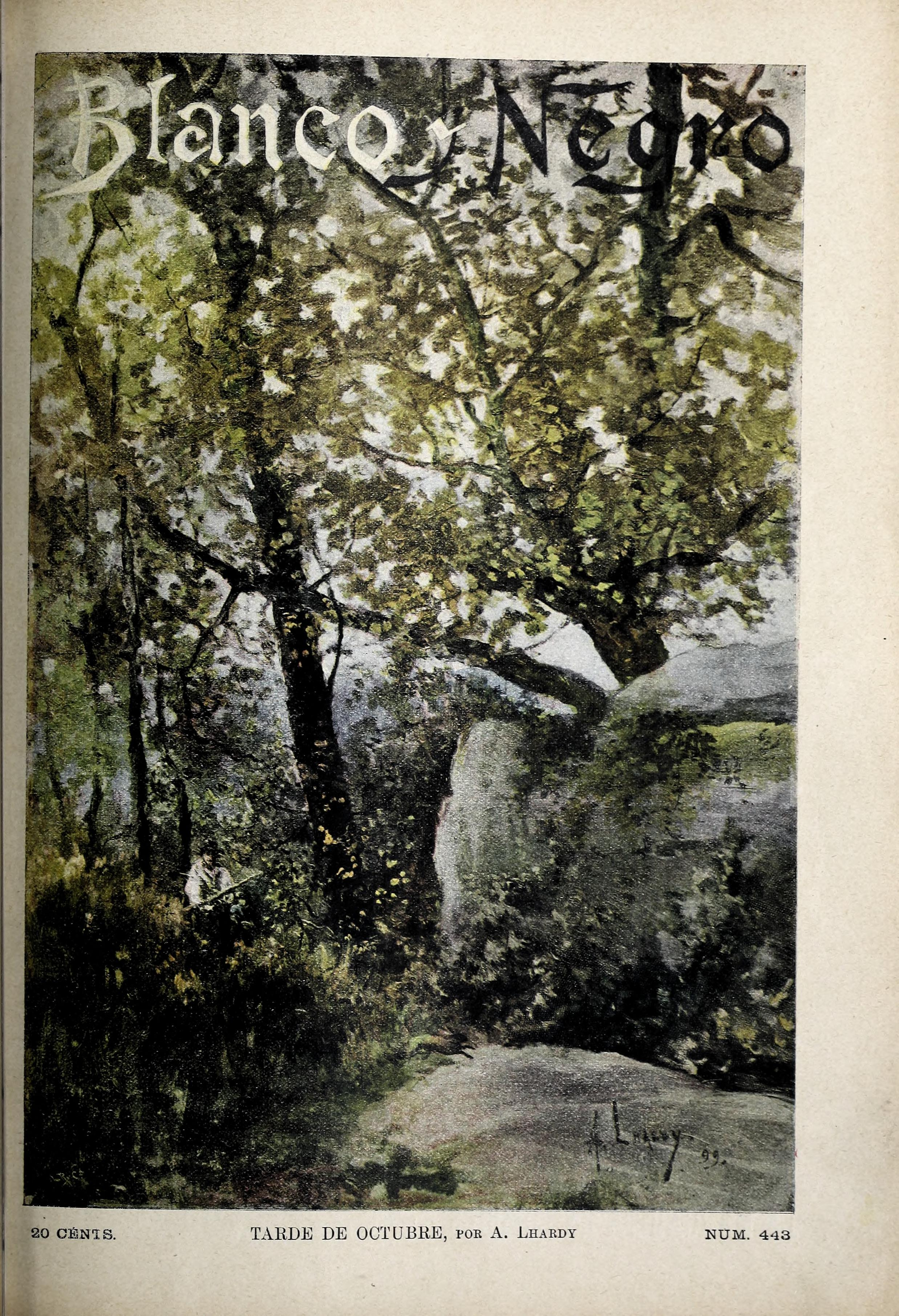
「10月の昼下がり」
「白と黒」1899年11月

アグスティン・ラルディは1918年4月3日、70歳で死去した。ラルディの経営は娘婿のアドルフォ・テメス・ニエト（Adolfo Temes Nieto）に引き継がれた。

## 絵画作品

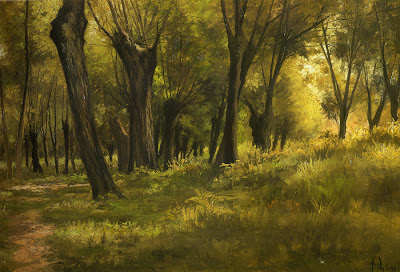
森の風景 (1875年)
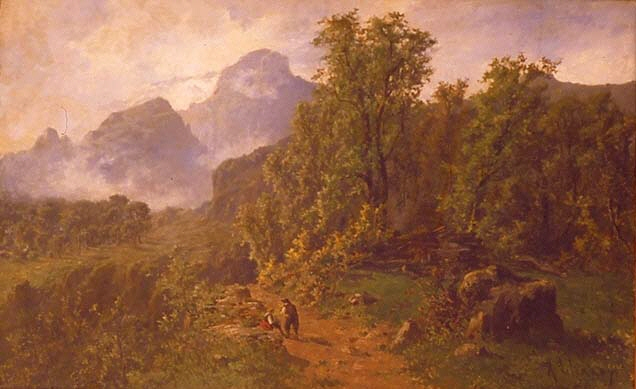
ピレネー山脈の風景 (1877年)
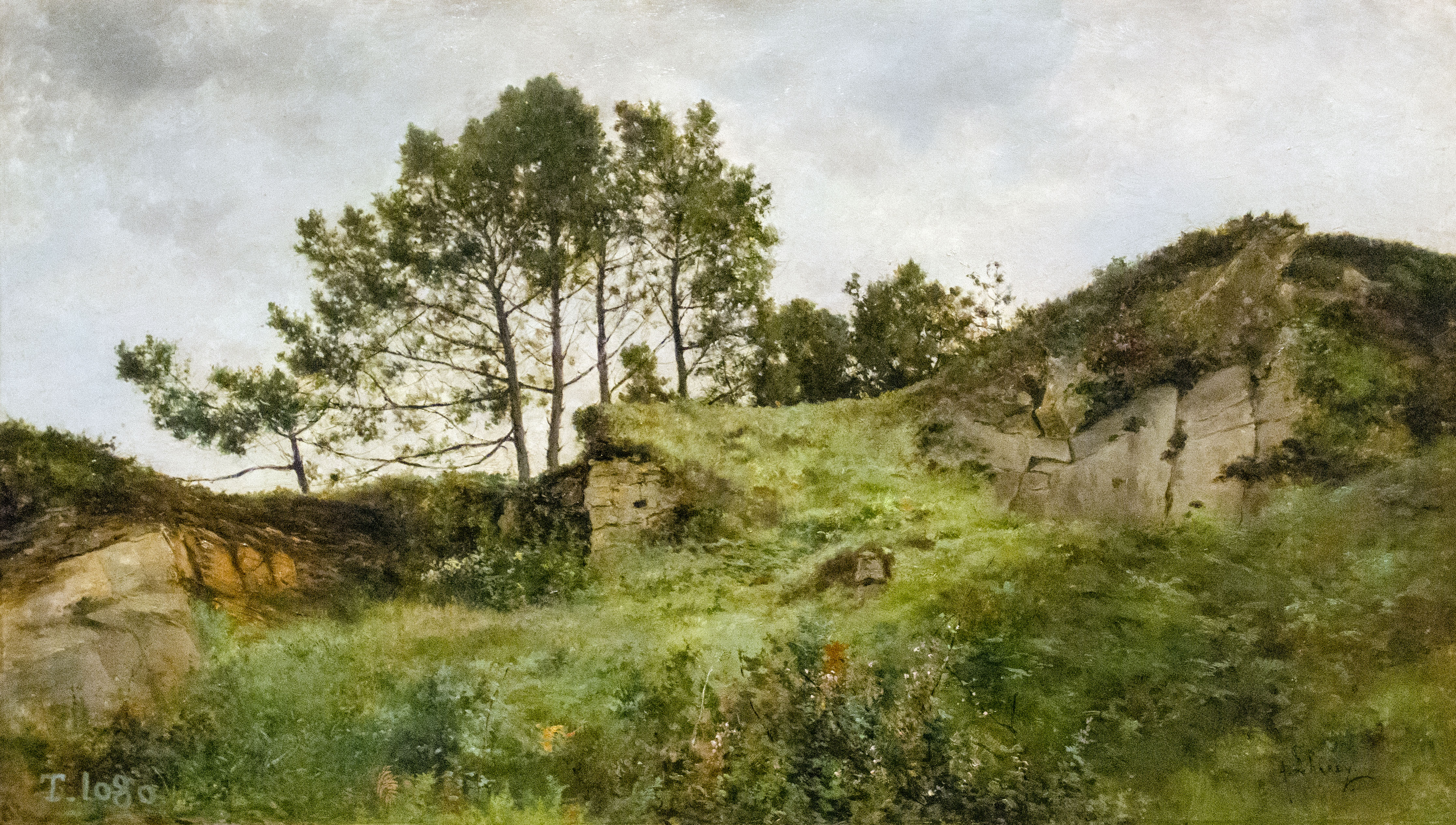
アストゥリアス海岸の松 (1889年)

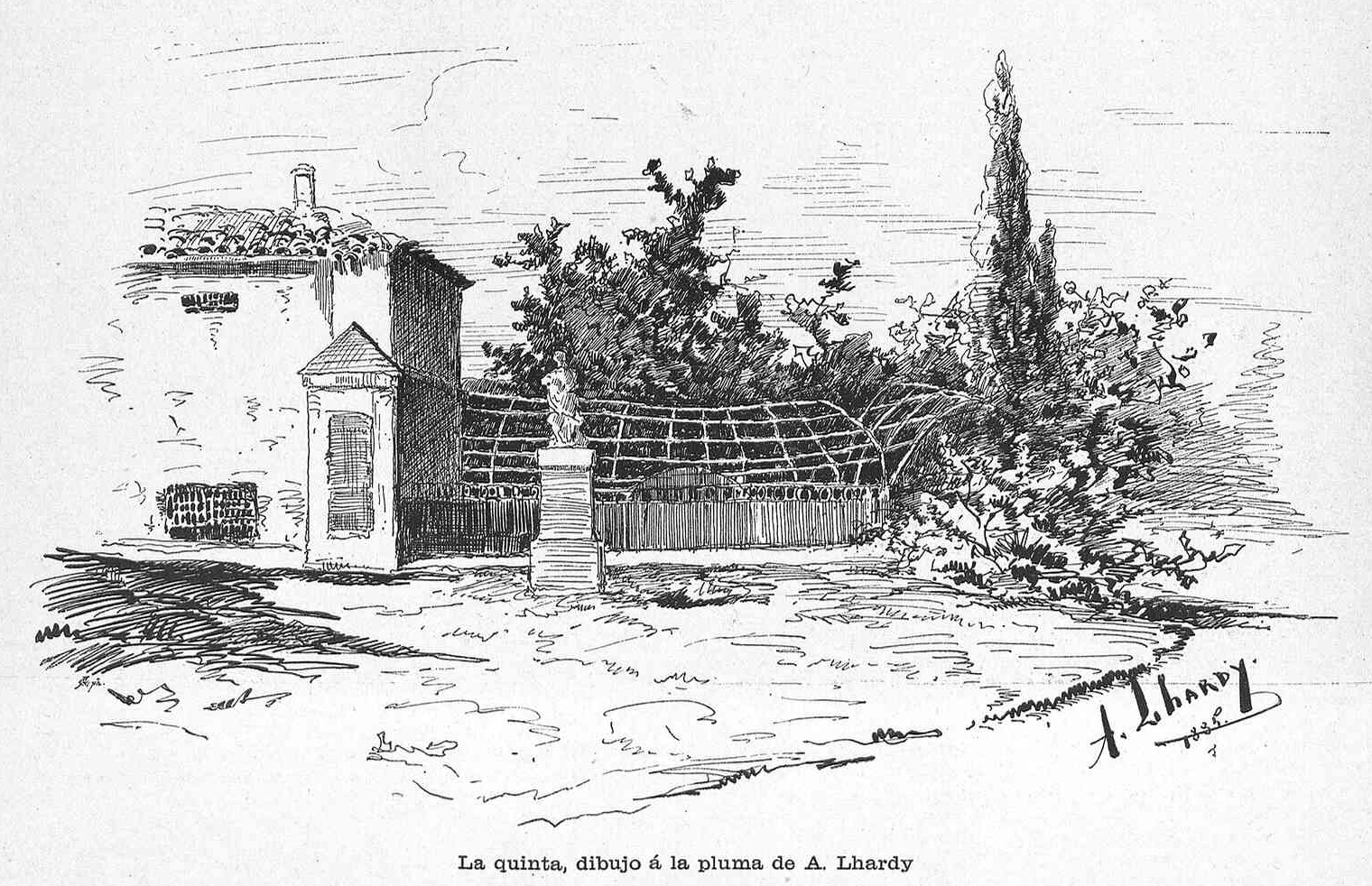
クインタ (1894年)
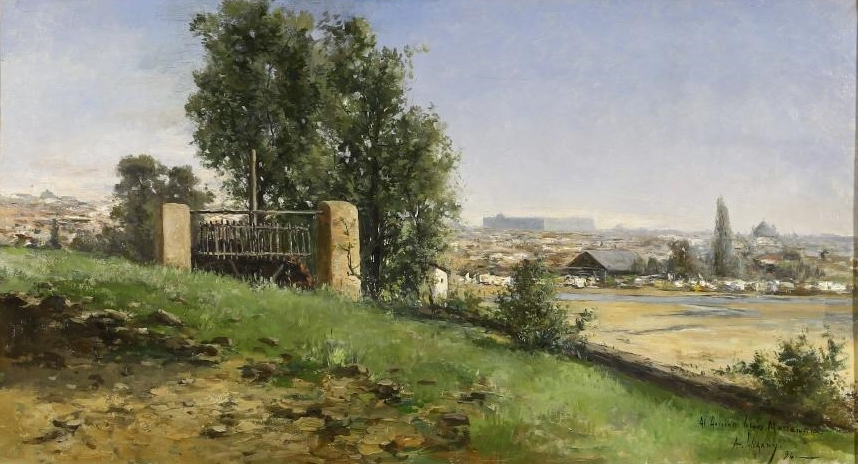
観覧車から見たマドリード (1896年)
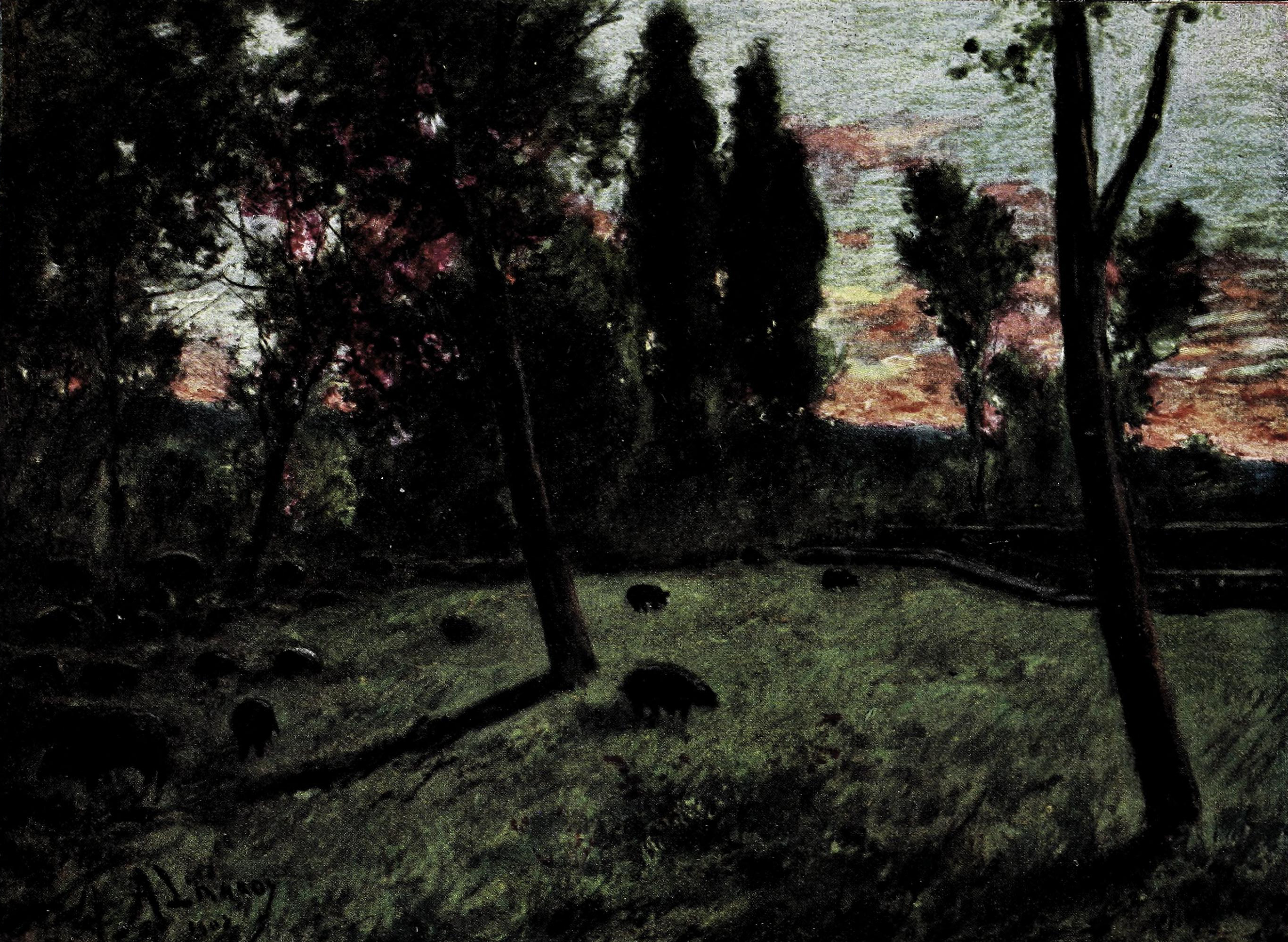
モンクロアにて (1907年)